# Alice Glass (EP)
Alice Glass è il primo EP da solista della cantante canadese Alice Glass, ex membro dei Crystal Castles. L'EP è stato pubblicato nell'agosto 2017 dalla Loma Vista Recordings.

## Tracce
1. Without Love – 3:55
2. Forgiveness – 3:11
3. Natural Selection – 2:22
4. White Lies – 2:58
5. Blood Oath – 3:08
6. The Altar – 2:38

## Singoli
Il primo singolo estratto dall'EP è stato Without Love, uscito circa una settimana prima del disco. Il videoclip di questo brano è stato diretto da Floria Sigismondi.